# El reloj (canción)
«El reloj» es una canción del género bolero, con música y letra del compositor y cantante mexicano Roberto Cantoral, entonces integrante del trío Los Tres Caballeros. Fue la canción más exitosa en México en 1957 y sigue siendo considerada un clásico del género de boleros.

## Historia
Cantoral compuso la canción en 1956, en Washington D. C., frente al río Potomac, al final de una gira de Los Tres Caballeros por Estados Unidos. Durante la gira había mantenido un  romance con una de las muchachas que participaban en el espectáculo, quien a la mañana siguiente debería volver a Nueva York. Este episodio amoroso, y la presencia de un reloj de salón durante su último encuentro, fueron los hechos que dispararon la inspiración de Cantoral, que pronto convertiría este episodio, relativamente trivial, en la historia de un amor profundo.
 También existe una leyenda urbana, según la cual Roberto Cantoral compuso la canción una noche aciaga, cuando los médicos le informaron de que su esposa, gravemente enferma, difícilmente vería la mañana.
Los Tres Caballeros estrenaron la canción en 1957 y fue un éxito inmediato. Desde entonces, ha sido versionada por infinidad de intérpretes, en varios idiomas.

## Intérpretes de "El reloj"
Entre otros, han interpretado la canción los siguientes artistas: 
Los Tres Caballeros,
Roberto Cantoral, Axel Dess,
Gary Hobbs (estilo música tejana), Najwa Nimri,
Lucho Gatica,
Trío Los Panchos,
Flor Silvestre,
José Feliciano,
Jorge Valdez con la Orquesta de Juan D’Arienzo (en ritmo de tango),
Altemar Dutra,
Antonio Prieto,
José José,
Armando Manzanero,
Los Pasteles Verdes,
Il Volo,
Neil Sedaka (en español),
Trini López,
Alejandro Fernández,
Luis Miguel e Il Volo,
Toño Rosario,
Los Ángeles Negros, 
Sin Bandera, Los Tigres del Norte,
La Original Banda El Limón, Espécimen, French Latino etc.

## Versiones de "El reloj"
- Dalida[6] - "Pardon", versión en francés.
- Roberto Luna,[7] Adílson Ramos,[8] y Lairton E Seus Teclados[9] - "Relógio", versión en portugués.
- Carlyn Leacock[10] - "The Clock", versión en inglés.
- Los Pasteles Verdes[11] - "El Reloj".